# Aya (歌手)
Aya（アヤ、本名：上原あや、1982年5月6日 - ）は、日本の女性歌手。元D&Dのメンバー。沖縄アクターズスクール出身。

## 来歴
沖縄県浦添市出身。 
1990年代後半にD&Dのメンバーとして活動。アクターズスクール出身者の中でも美貌とスタイルにおいては当時では群を抜いていた。
2枚目のシングル「LOVE IS A MELODY」ではOLIVIAではなくAyaがセンターを務める。
OLIVIA脱退後D&DメンバーであったChikano（比嘉千賀乃）とAya&Chika from D&D名義で1998年に初のシングル「Kiss in the Sun」を発売。
2000年7月、Aya・Chikano（比嘉千賀乃）、元MISSIONの沖弥生・折田みゆきの4人で新たにHipp'sを再構成したが、数か月後Hipp'sを離脱。
その後、現在までメディアでの出演はない

## 出演

### TV
- ミュージックジャンプ（NHK BS）

### ドラマ出演
- 三姉妹探偵団（1998年、日本テレビ）